# Federico I di Württemberg (duca)
Federico I di Württemberg (Mömpelgard, 19 agosto 1557 – Stoccarda, 29 gennaio 1608) fu duca di Württemberg dal 1593 fino alla sua morte.
Era figlio di Giorgio di Wurttemberg-Mömpelgard (prozio del duca Ludovico) e di sua moglie Barbara d'Assia.
Molti riferimenti si rifanno a lui nell'opera di William Shakespeare Le allegre comari di Windsor.

## Biografia
Federico di Mömpelgard (come veniva anche chiamato) era l'erede apparente del ducato di Württemberg e visitò Windsor tra le altre città inglesi, in un suo viaggio 1592. Egli sviluppò qui il desiderio di divenire cavaliere dell'ordine della Giarrettiera e sollecitò la regina Elisabetta I a concedergli questo onore in tempi brevi. Dopo che egli ebbe ereditato il ducato, ella lo ammise nell'ordine. In una politica accurata, egli non venne informato della sua ammissione se non alla nomina nella primavera del 1597, la cerimonia su cui si basa appunto l'opera The Merry Wives of Windsor di Shakespeare.
Nel 1599, Federico I emanò un decreto col quale si prescriveva la nascita di una nuova città a Freudenstadt, nella parte settentrionale della Foresta Nera. L'intenzione era quella di trasformare questo borgo nella futura residenza dei duchi di Wurttemberg dal momento che era vicina a Mömpelgard piuttosto che alla capitale Stoccarda. Comunque, Federico I morì nel 1608 ed il suo piano non riuscì mai a realizzarsi.
I figli di Federico I fondarono le linee ducali di Württemberg-Neuenstadt a seguito del Fürstbrüderlicher Vergleich - un accordo tra i fratelli del duca successore, il 7 giugno 1617. Il figlio maggiore, Giovanni Federico, assunse il governo del ducato di Württemberg mentre il secondo fratello più giovane, Federico Achille, ottenne il castello di Neuenstadt ed un appannaggio annuo di 10.000 monete d'oro.
Fu uno di principali principi mecenati dell'alchimia dell'epoca. Il Theatrum Chemicum è infatti dedicato a lui, Federico I, duca di Württemberg e conte di Montbéliard, conosciuto come appassionato d'alchimia, che possedeva nel vecchio castello di Stoccarda un laboratorio e un'importante biblioteca. Egli si rese tuttavia responsabile di diverse atrocità (fece torturare e giustiziare molti degli alchimisti venuti a lavorare per lui).

## Curiosità
A lui è dedicata l'opera Naometria', attribuita all'umanista svevo Simon Studion.

## Matrimonio ed eredi
Federico sposò Sibilla di Anhalt (1564-1614), figlia di Gioacchino Ernesto di Anhalt, da cui ebbe quindici figli:
- Giovanni Federico (1582-1628);
- Giorgio Federico (1583-1591);
- Sibilla Elisabetta (1584-1606), sposò Giovanni Giorgio I di Sassonia;
- Elisabetta;
- Ludovico Federico (1586-1631);

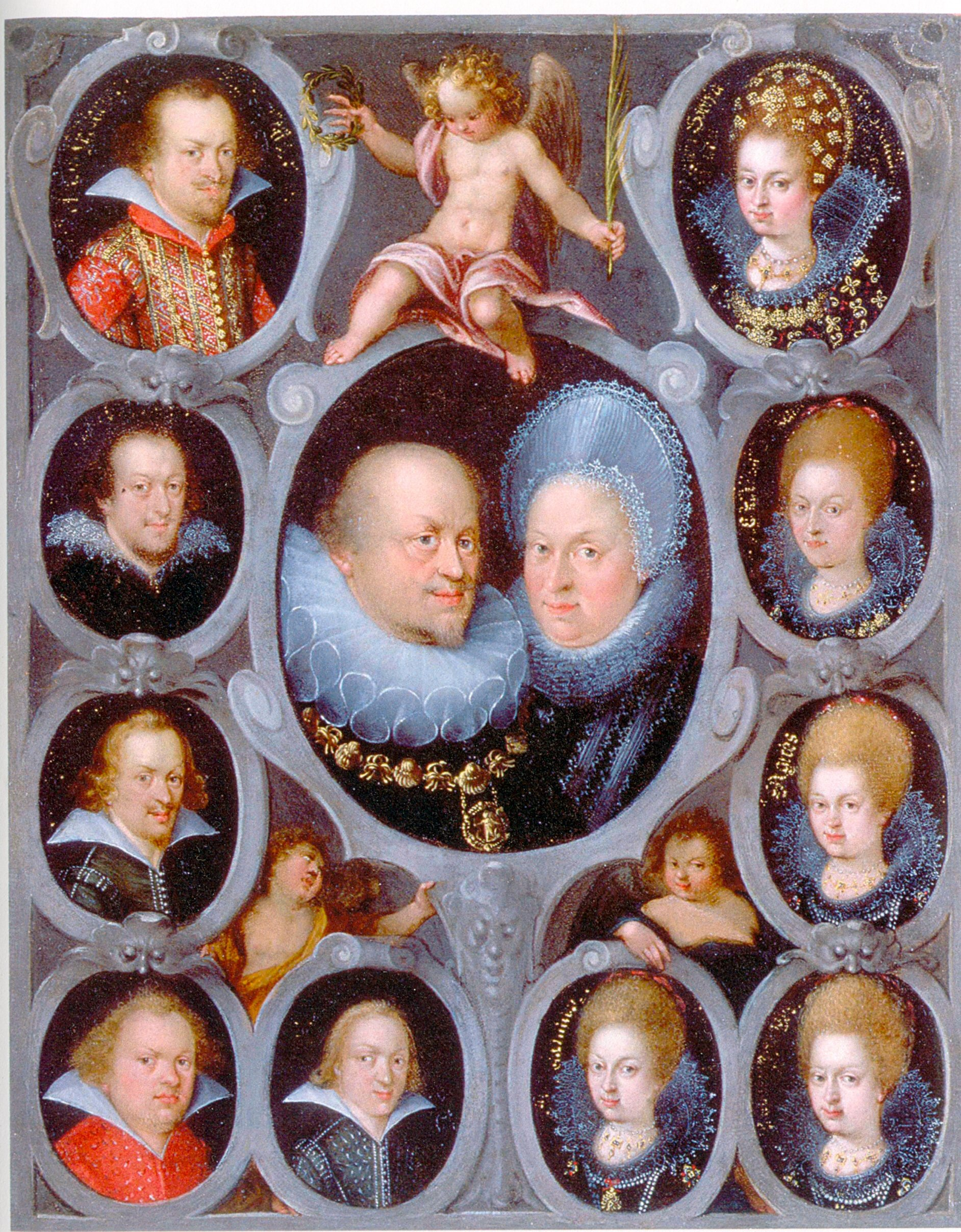
Il duca Federico I del Wurttemberg e Sibilla di Anhalt (al centro), con i figli Giovanni Federico, Ludovico Federico, Giulio Federico, Giovanni Federico, Federico Achille e Magnus (in alto a sinistra), e le figlie Sibilla Elisabetta, Eva Cristina, Agnese, Barbara e Anna (in alto a destra).

- Gioacchino Federico (nato e morto nel 1587);
- Giulio Federico (1588-1635);
- Filippo Federico (nato e morto nel 1589);
- Eva Cristina (1590-1657), sposò Giovanni Giorgio di Brandeburgo;
- Federico Achille (1591-1631);
- Agnese (1592-1629), sposò Francesco Giulio di Sassonia-Lauenburg;
- Barbara (1593-1627), sposò Federico V di Baden-Durlach;
- Magnus (1594-1622);
- Augusto (nato e morto nel 1596);
- Anna (1597-1650).

## Ascendenza
|                                     |                      |                                | Genitori                          |  |  | Nonni |  |  | Bisnonni                |  |  | Trisnonni                  |  |
|                                     |                      |                                |                                   |  |  |       |  |  | Ulrico V di Württemberg |  |  | Eberardo IV di Württemberg |  |
|                                     |                      |                                |                                   |  |  |       |  |  | Ulrico V di Württemberg |  |  | Eberardo IV di Württemberg |  |
|                                     |                      | Enrichetta di Mömpelgard       |                                   |  |  |       |  |  | Ulrico V di Württemberg |  |  |                            |  |
| Enrico di Württemberg               |                      |                                |                                   |  |  |       |  |  | Ulrico V di Württemberg |  |  |                            |  |
|                                     |                      | Elisabetta di Baviera-Landshut | Enrico XVI di Baviera-Landshut    |  |  |       |  |  |                         |  |  |                            |  |
|                                     |                      | Elisabetta di Baviera-Landshut | Enrico XVI di Baviera-Landshut    |  |  |       |  |  |                         |  |  |                            |  |
|                                     |                      | Elisabetta di Baviera-Landshut | Margherita d'Asburgo              |  |  |       |  |  |                         |  |  |                            |  |
| Giorgio I di Württemberg-Mömpelgard |                      | Elisabetta di Baviera-Landshut |                                   |  |  |       |  |  |                         |  |  |                            |  |
|                                     |                      | …                              | …                                 |  |  |       |  |  |                         |  |  |                            |  |
|                                     |                      | …                              | …                                 |  |  |       |  |  |                         |  |  |                            |  |
|                                     |                      | …                              | …                                 |  |  |       |  |  |                         |  |  |                            |  |
| Eva di Salm                         |                      | …                              |                                   |  |  |       |  |  |                         |  |  |                            |  |
|                                     |                      | …                              | …                                 |  |  |       |  |  |                         |  |  |                            |  |
|                                     |                      | …                              | …                                 |  |  |       |  |  |                         |  |  |                            |  |
|                                     |                      | …                              | …                                 |  |  |       |  |  |                         |  |  |                            |  |
| Federico I di Württemberg           |                      | …                              |                                   |  |  |       |  |  |                         |  |  |                            |  |
|                                     | Guglielmo II d'Assia | Ludovico II d'Assia            |                                   |  |  |       |  |  |                         |  |  |                            |  |
|                                     | Guglielmo II d'Assia | Ludovico II d'Assia            |                                   |  |  |       |  |  |                         |  |  |                            |  |
|                                     | Guglielmo II d'Assia | Matilde di Württemberg         |                                   |  |  |       |  |  |                         |  |  |                            |  |
| Filippo I d'Assia                   | Guglielmo II d'Assia |                                |                                   |  |  |       |  |  |                         |  |  |                            |  |
|                                     |                      | Anna di Meclemburgo-Schwerin   | Magnus II di Meclemburgo-Schwerin |  |  |       |  |  |                         |  |  |                            |  |
|                                     |                      | Anna di Meclemburgo-Schwerin   | Magnus II di Meclemburgo-Schwerin |  |  |       |  |  |                         |  |  |                            |  |
|                                     |                      | Anna di Meclemburgo-Schwerin   | Sofia di Pomerania-Wolgast        |  |  |       |  |  |                         |  |  |                            |  |
| Barbara d'Assia                     |                      | Anna di Meclemburgo-Schwerin   |                                   |  |  |       |  |  |                         |  |  |                            |  |
|                                     |                      | Giorgio di Sassonia            | Alberto III di Sassonia           |  |  |       |  |  |                         |  |  |                            |  |
|                                     |                      | Giorgio di Sassonia            | Alberto III di Sassonia           |  |  |       |  |  |                         |  |  |                            |  |
|                                     |                      | Giorgio di Sassonia            | Sidonia di Boemia                 |  |  |       |  |  |                         |  |  |                            |  |
| Cristina di Sassonia                |                      | Giorgio di Sassonia            |                                   |  |  |       |  |  |                         |  |  |                            |  |
|                                     |                      | Barbara Jagellona              | Casimiro IV di Polonia            |  |  |       |  |  |                         |  |  |                            |  |
|                                     |                      | Barbara Jagellona              | Casimiro IV di Polonia            |  |  |       |  |  |                         |  |  |                            |  |
|                                     |                      | Barbara Jagellona              | Elisabetta d'Asburgo              |  |  |       |  |  |                         |  |  |                            |  |
|                                     |                      | Barbara Jagellona              |                                   |  |  |       |  |  |                         |  |  |                            |  |